# Старий Алдар
Старий Алда́р (рос. Старый Алдар, башк. Иҫке Алдар) — присілок у складі Янаульського району Башкортостану, Росія. Входить до складу Месягутовської сільської ради.
Населення — 82 особи (2010; 108 у 2002).
Національний склад:
- башкири — 93 %